# Nibea
Nibea és un gènere de peixos de la família dels esciènids i de l'ordre dels perciformes.

## Taxonomia
- Nibea albiflora (Richardson, 1846)
- Nibea chui (Trewavas, 1971)
- Nibea coibor (Hamilton, 1822)[3]
- Nibea leptolepis (Ogilby, 1918)
- Nibea maculata (Bloch & Schneider, 1801)
- Nibea microgenys (Sasaki, 1992)[4]
- Nibea mitsukurii (Jordan & Snyder, 1900)[5]
- Nibea semifasciata (Chu, Lo & Wu, 1963)
- Nibea soldado (Lacépède, 1802)
- Nibea squamosa (Sasaki, 1992)[6][7][8][9][10][11]